# Afgietselwerkplaats

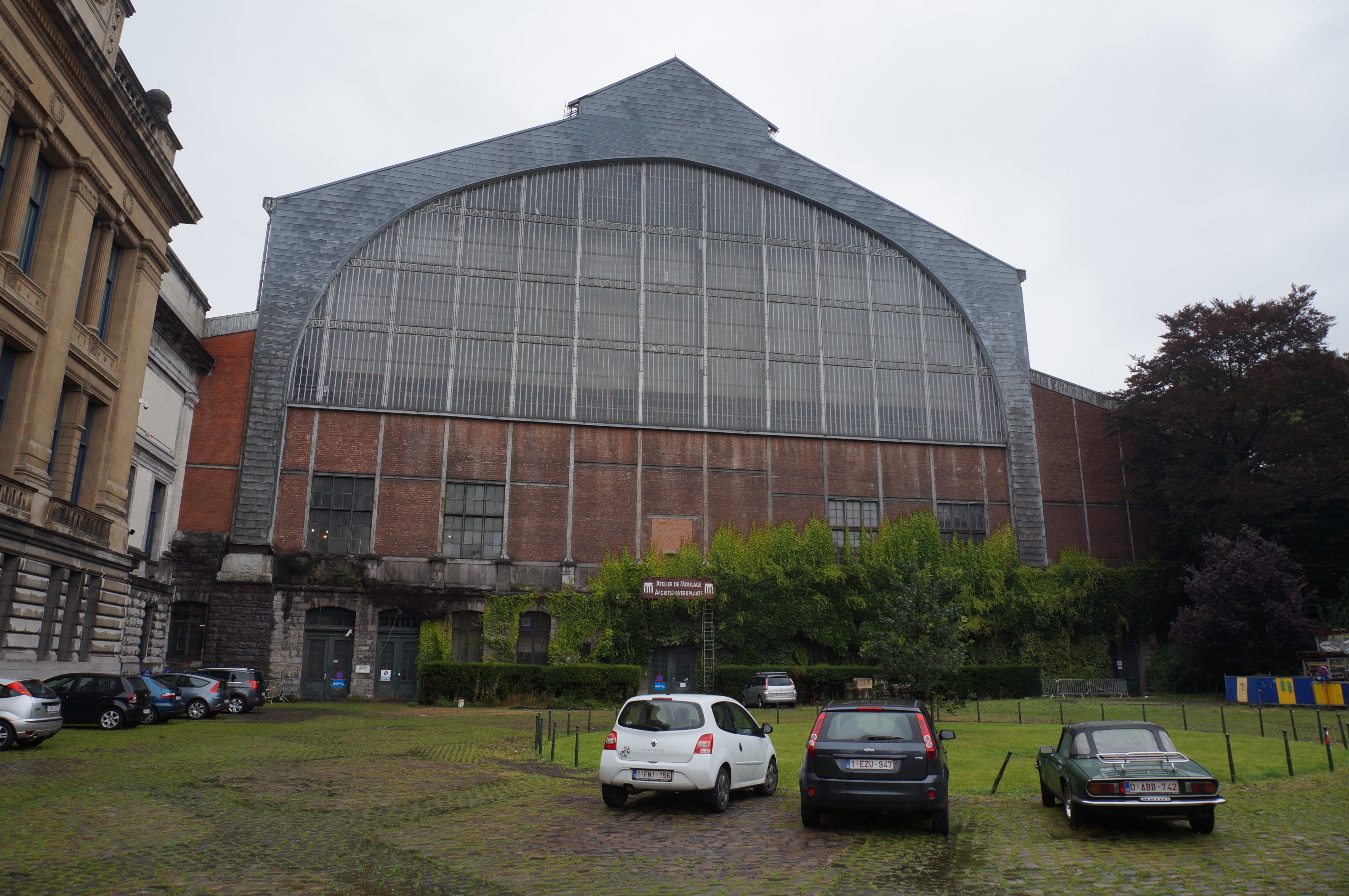
Afgietselwerkplaats, buitenaanzicht

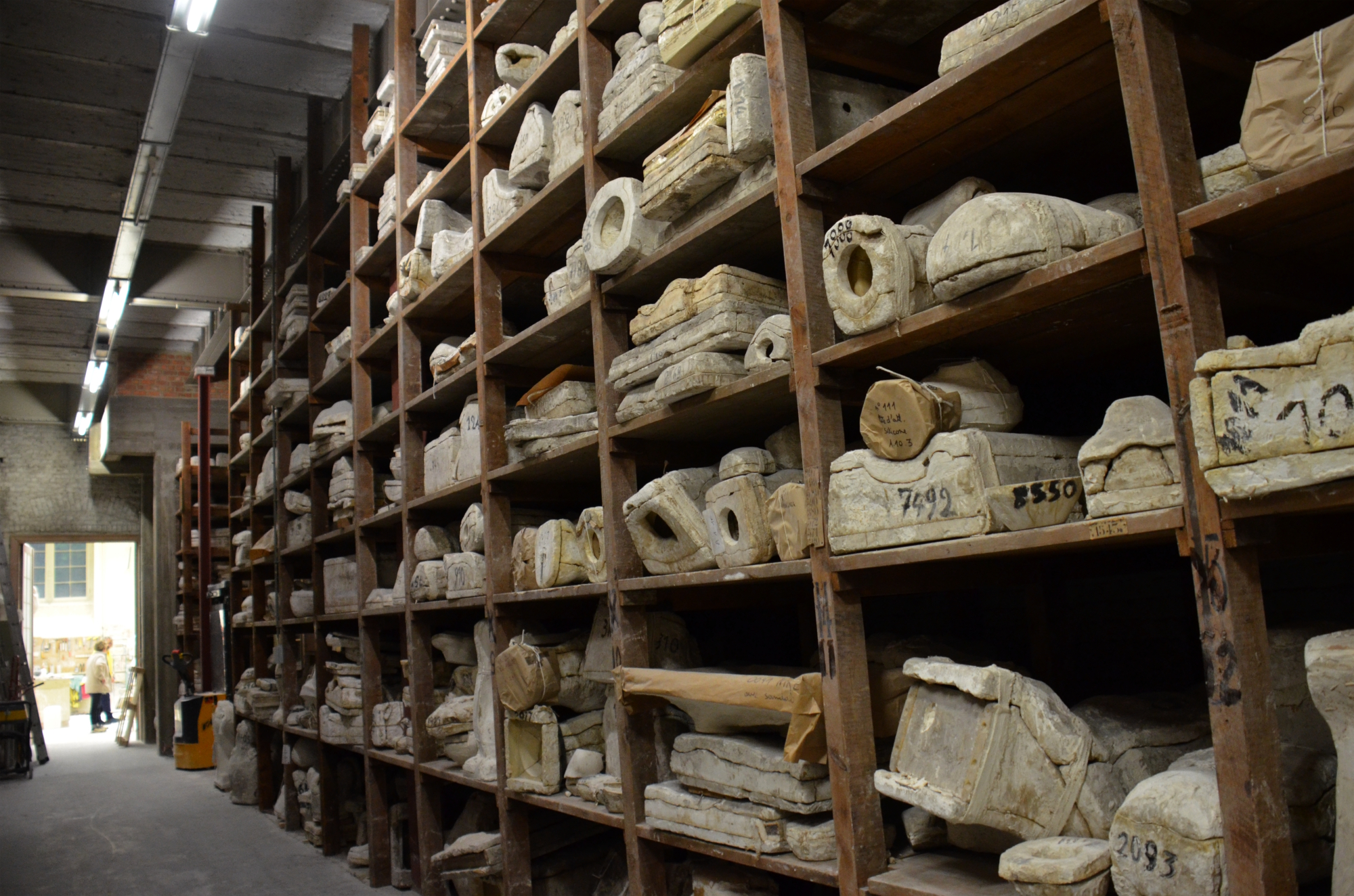
De mallen worden bewaard in grote rekken

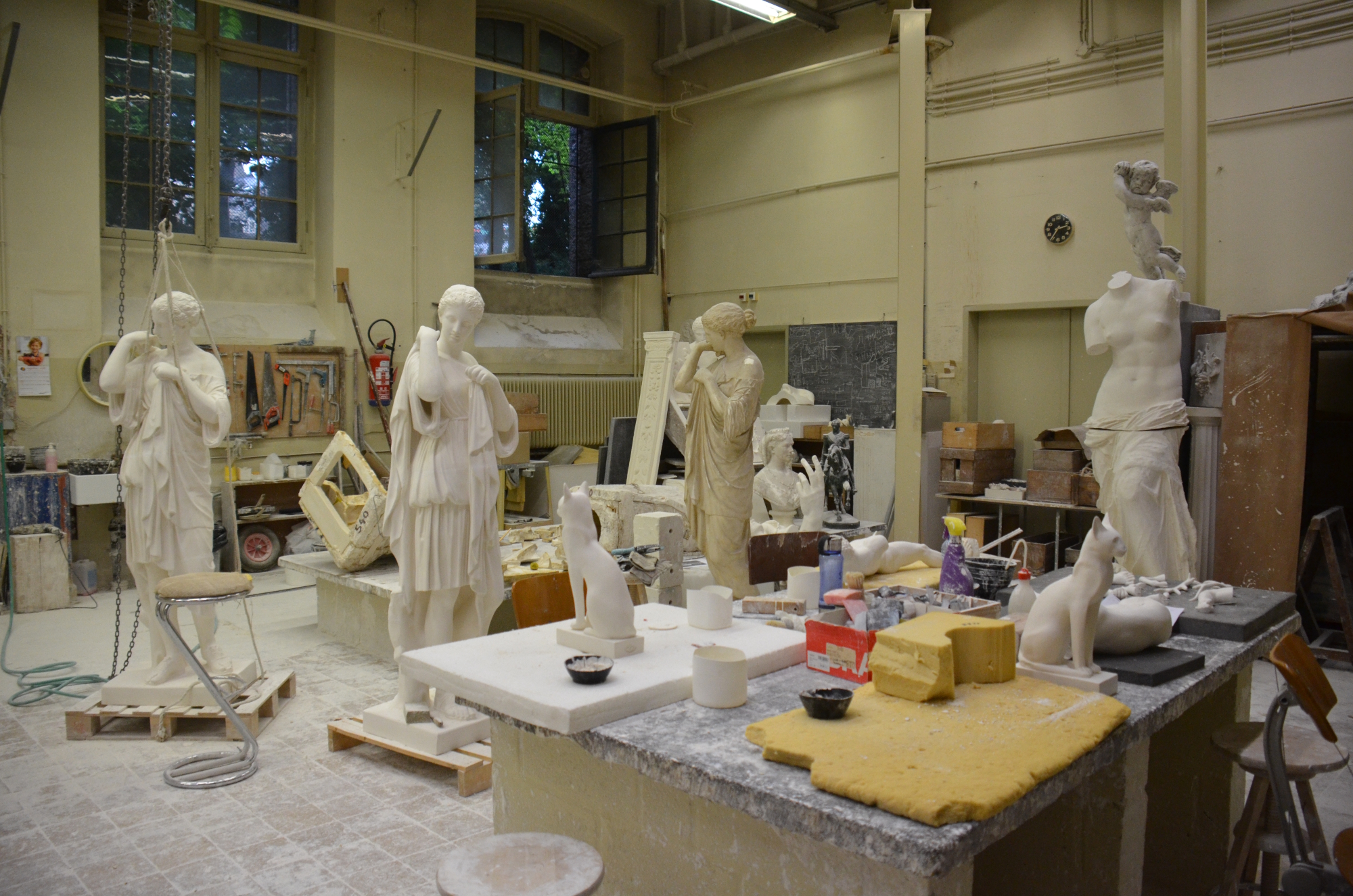
Het atelier waar de afgietsels worden gemaakt

De afgietselwerkplaats van het Museum Kunst & Geschiedenis is gelegen aan de Nerviërslaan in het Jubelpark in de Belgische hoofdstad Brussel. De afgietselwerkplaats ligt ten oosten van het Museum Kunst & Geschiedenis, onderdeel van de Koninklijke Musea voor Kunst en Geschiedenis.
De afgietselwerkplaats is een van drie aan musea gekoppelde afgietselwerkplaatsen die in 2024 nog bestaan, de andere twee bevinden zich in Parijs en in Berlijn.

## Geschiedenis
Tot in de 19e eeuw ging men niet op verre reis op klassieke kunstwerken te bestuderen, maar maakte men klassieke kunstwerken door er afgietsels van te maken. Om dat mogelijk te maken werden er op tal van plekken in de wereld verzamelingen van afgietsels aangelegd, waaronder in België.
Sinds de jaren 1840 werd door het Koninklijk Museum voor de Schilder- en Beeldhouwkunst een collectie afgietsels tentoongesteld. In 1863 richtte men een plaasterwerkplaats in in de kelder van het museum om afgietsels te kunnen maken voor kunstacademies en tekenscholen. In 1871 begon een samenwerking met diverse buitenlandse musea waarbij reproducties van belangrijke werken uit elkaars collectie uitgewisseld werden. In 1893 werd de afgietselwerkplaats verhuisd naar het Jubelparkpaleis. Vanaf de jaren 1920 veranderde de opvattingen over reproducties, hetgeen onder andere resulteerde in het opheffen van de museumafdeling waar afgietsels werden tentoongesteld, de werkplaats zelf bleef bestaan. 
Vanaf de jaren 1930 dreigde er verschillende keren een sluiting van de afgietselwerkplaats wegens financiële problemen, maar ze bleef voortbestaan. In 2023 werd het 130-jarig bestaan gevierd met een feest in het Jubelpark.

## Verzameling van mallen

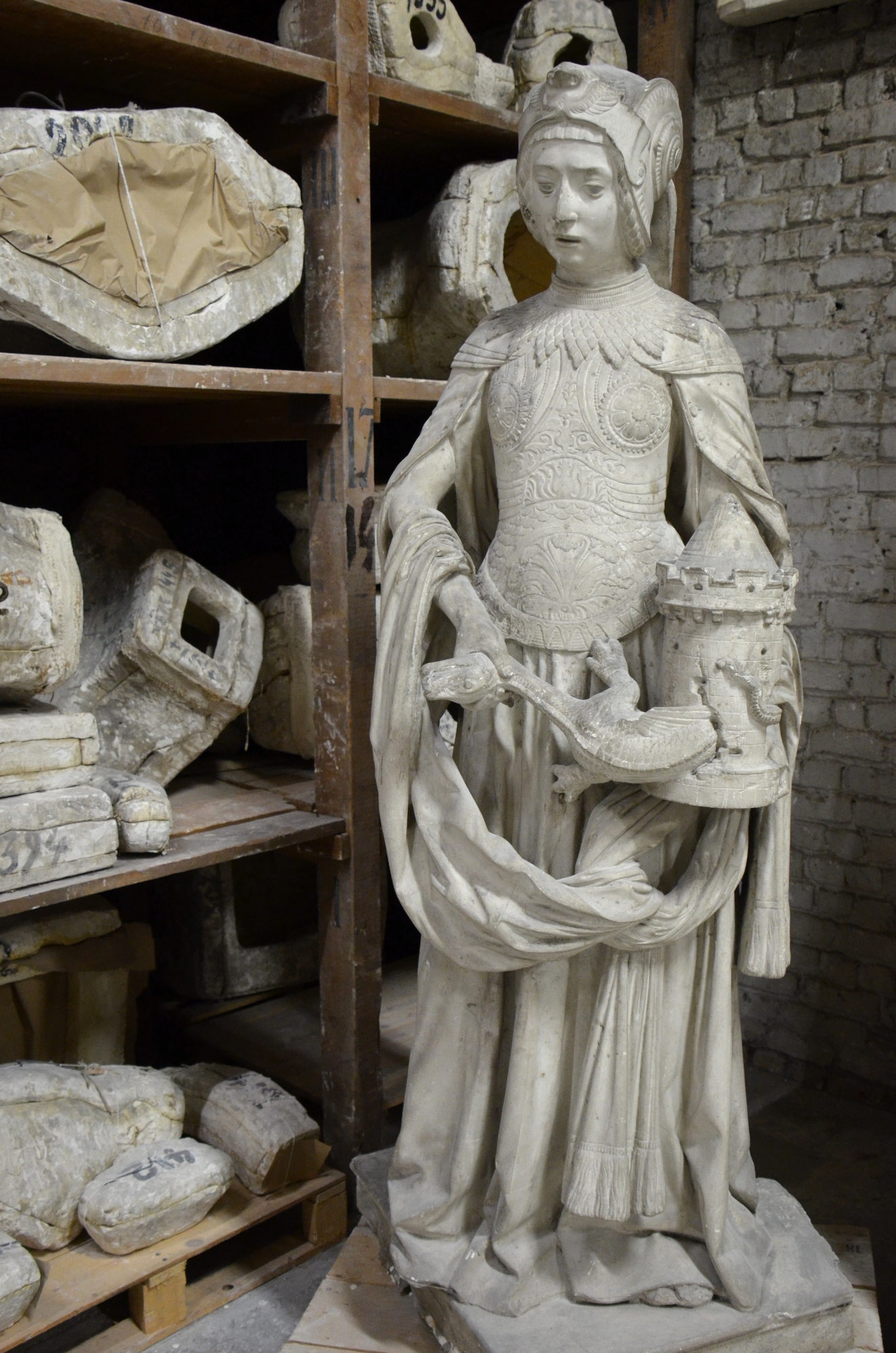
19e-eeuws afgietsel van "La force", Praalgraf van Frans II, Hertog van Bretagne, Kathedraal van Nantes

De verzameling van 19e-eeuwse mallen bevat meer dan 4000 gietvormen, met meer dan 20 000 stukken.
Vanaf de jaren 1840 verkreeg het museum veel afgietsels van verschillende verzamelingen, waaronder beelden van het Parthenon op de Akropolis van Athene, Italiaanse renaissance beeldhouwwerken en kunstwerken van Franse nationale musea in Parijs. De huidige historische collectie van mallen op een schaal van 1:1 is bijzonder en bevat topstukken als:
- Nikè van Samothrake
- Venus van Milo
- Beelden van het Parthenon, Londen.[3]
- De volledige Sacramentstoren van Zoutleeuw, waarvan een afgietsel werd gemaakt voor het Victoria and Albert Museum.
- Fragmenten van het Retabel van Hakendover.[4]
- Gotische Onze-Lieve-Vrouweretabel van Lombeek.[5]
- Praalgraf van Engelbrecht II van Nassau, Grote Kerk te Breda.[6]
- Verschillende pleurants.[7]
- Preekstoel van de Dom in Pisa. [8]
- Cariatiden van het Koninklijke paleis, Amsterdam.[9]
- Fontein van het Palazzo Vecchio.[10]
- panelen van het Baptisterium in Firenze.[11]
- Ruiterstandbeeld van Bartolomeo Colleoni.[12]
- Praalgraf van Johan van Aragón, Klooster van Santo Tomas.[13]
- Praalgraf van Frans II, Hertog van Bretagne, Kathedraal van Nantes.[14]
- De Dame van Elche.[15]
- De capitoleinse Wolvin.[16]
- Michelangelo Buonarroti:
  - Lorenzo de Medici.[17]
  - OLV met Kind (Brugge).[18]
  - Piëta[19]
  - Slaven[20]
- Bustes: 
  - Belgische vorsten
  - Antoine Lavoisier.[21]
  - Madame Recamier
  - Filippo Strozzi[22]
  - Jeanne Becu, door Augustin Pajou.[23]

## Werkplaats
Met de oorspronkelijke gietvormen worden nog steeds afgietsels gemaakt op bestelling. Soms in opdracht voor andere musea en kunstscholen, maar meestal ten behoeve van  particulieren.

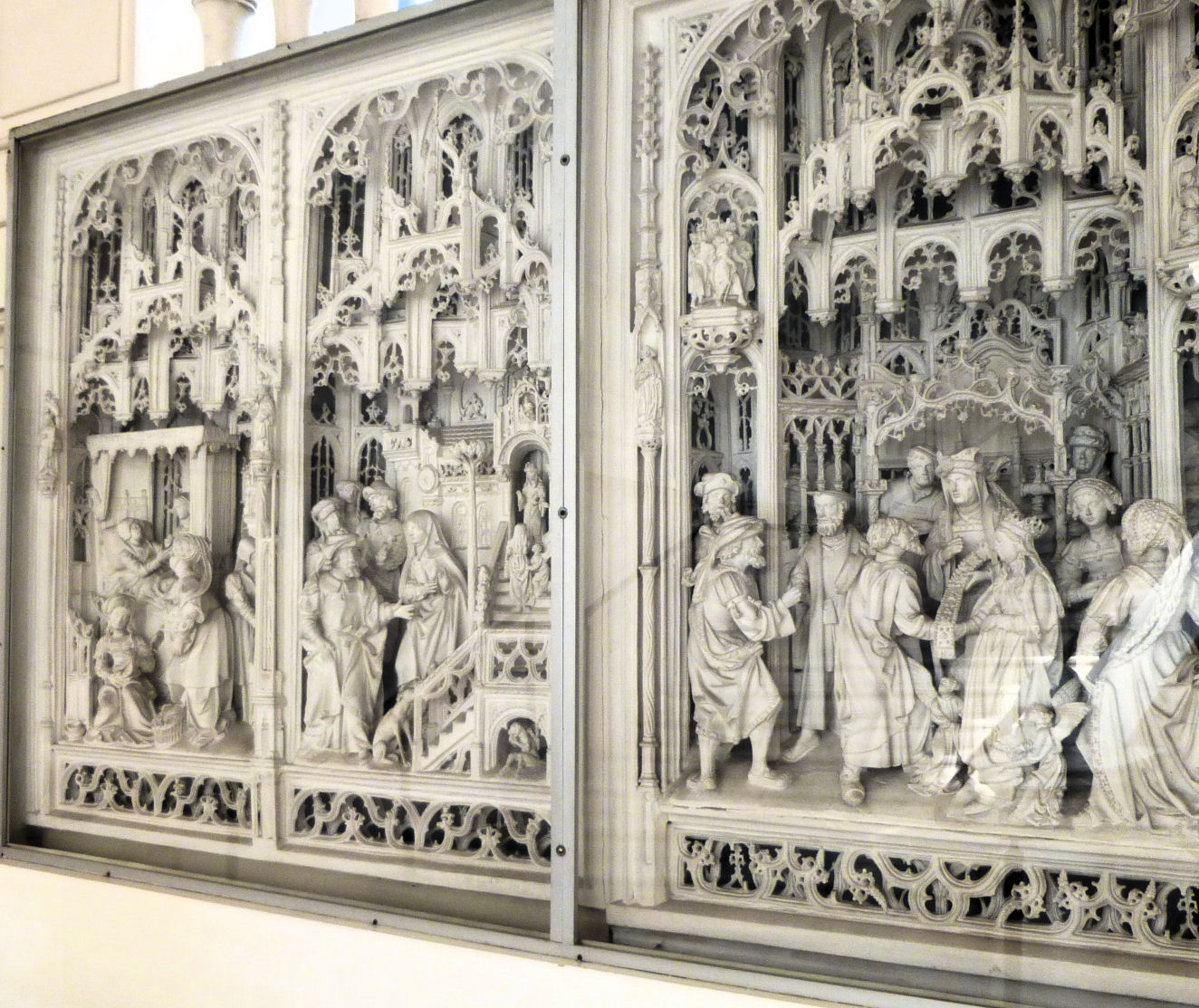
Afgietsel van het Onze-Lieve-Vrouweretabel van Lombeek, Brussel.
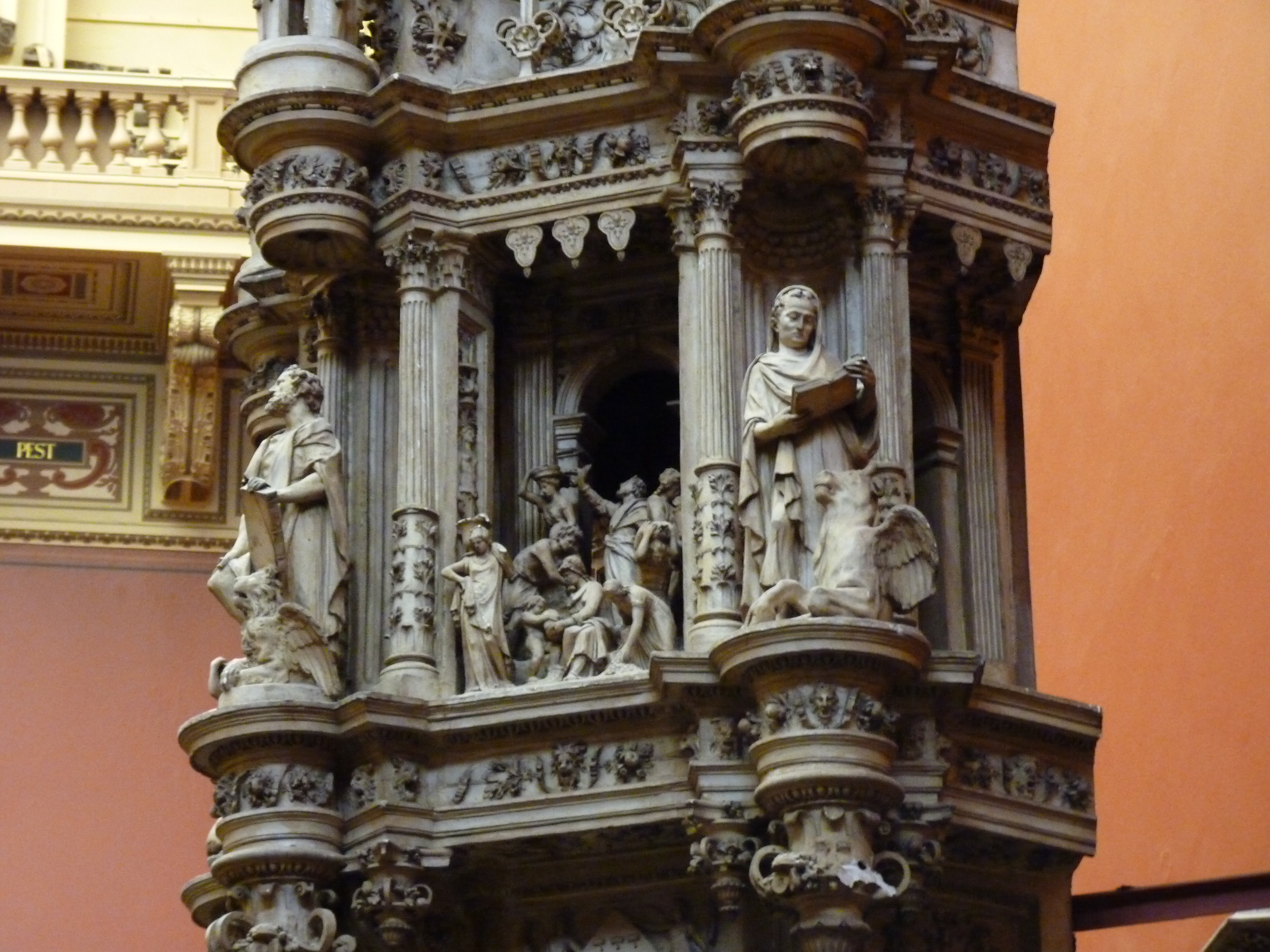
Afgietsel op ware schaal van de Sacramentstoren  van Zoutleeuw, Londen.
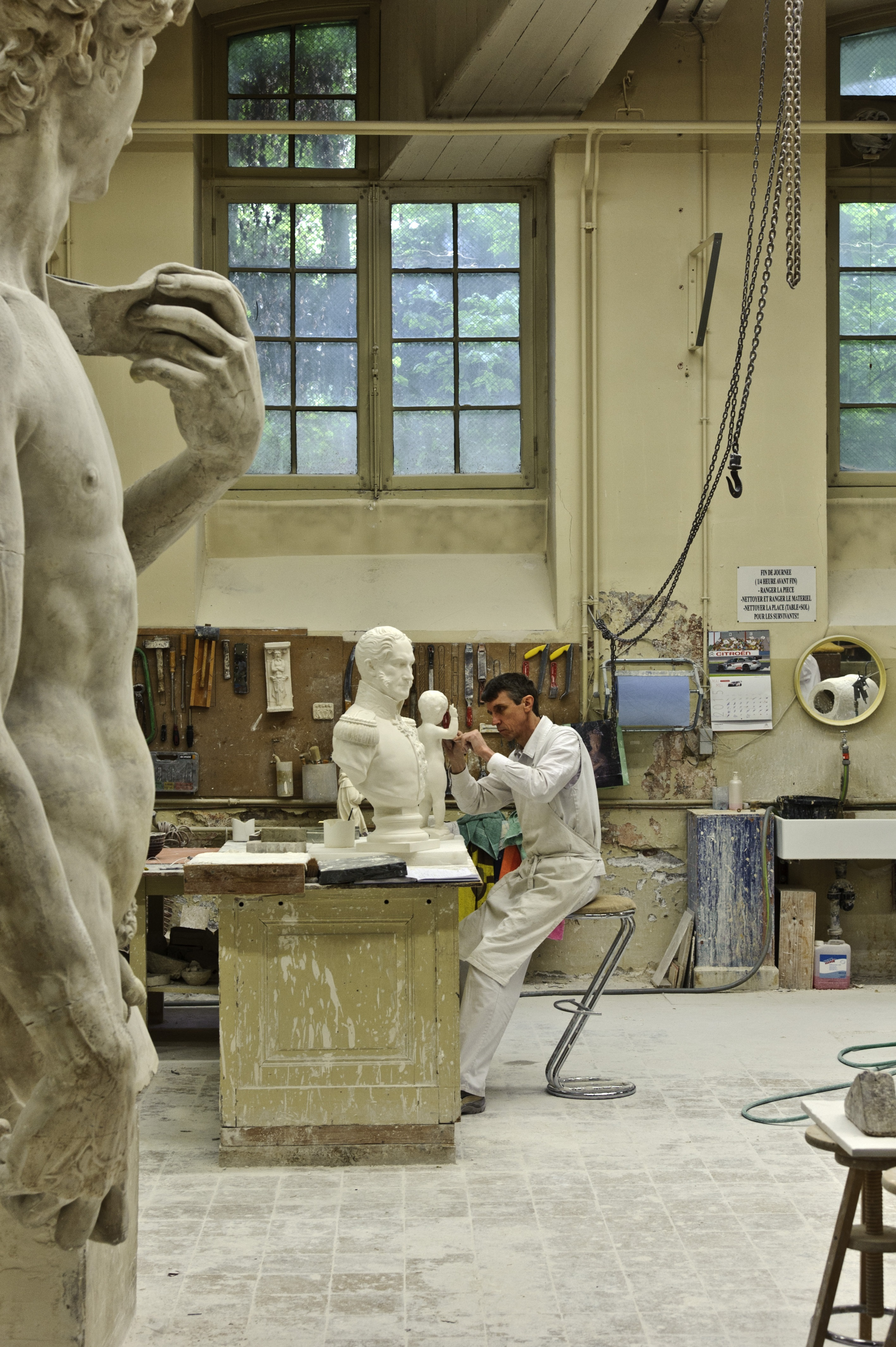
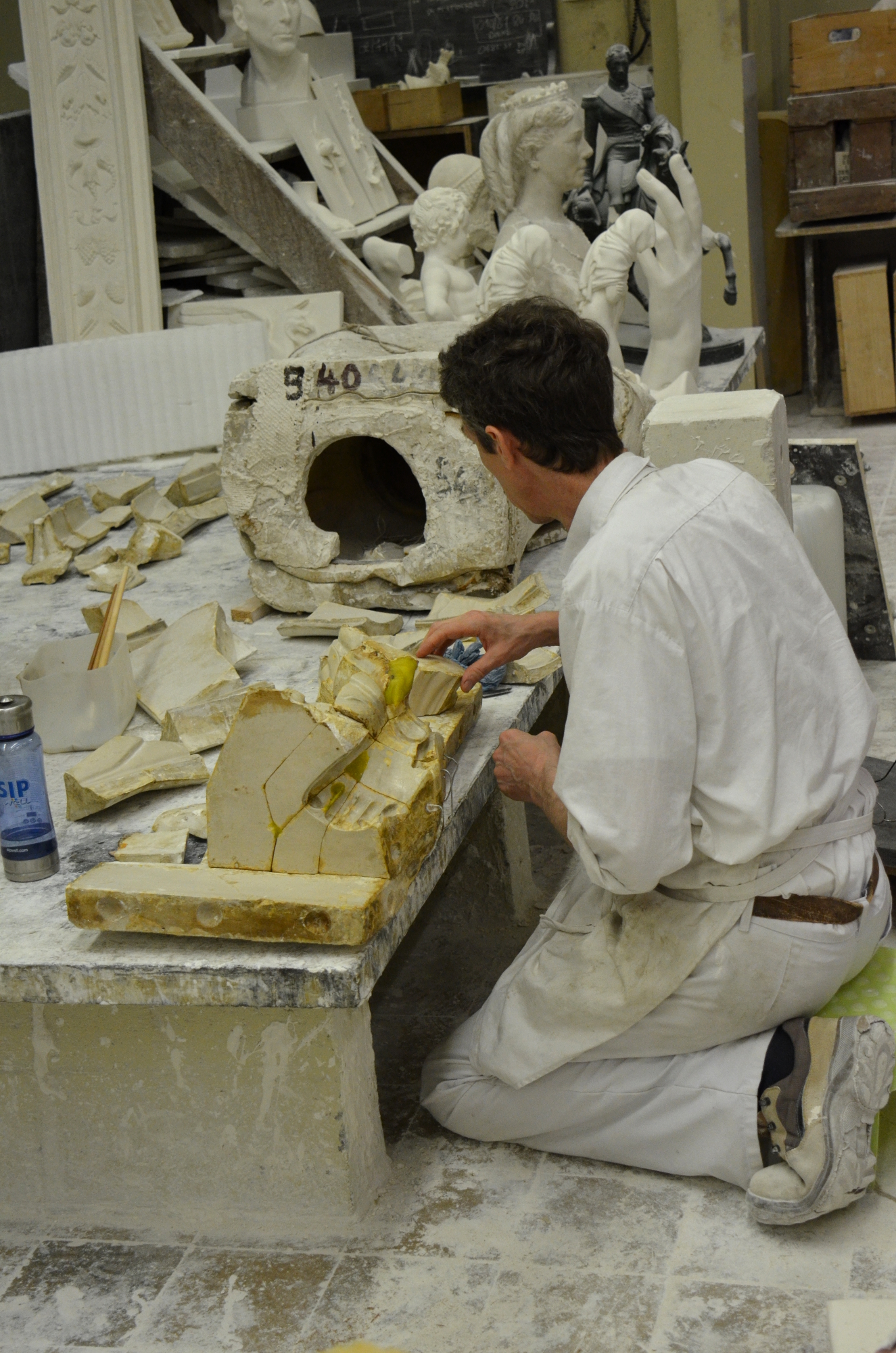
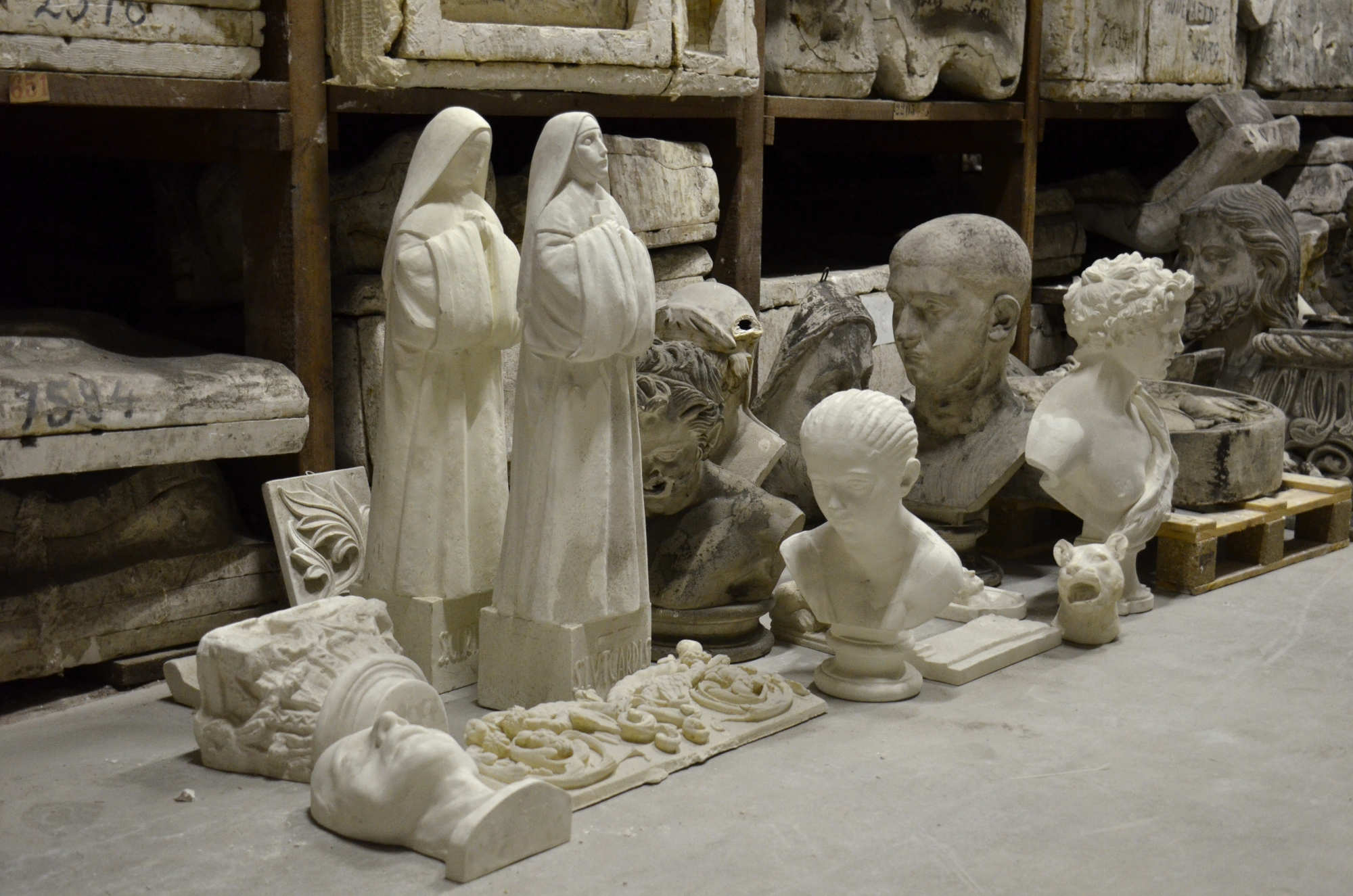